# Policlet el Jove

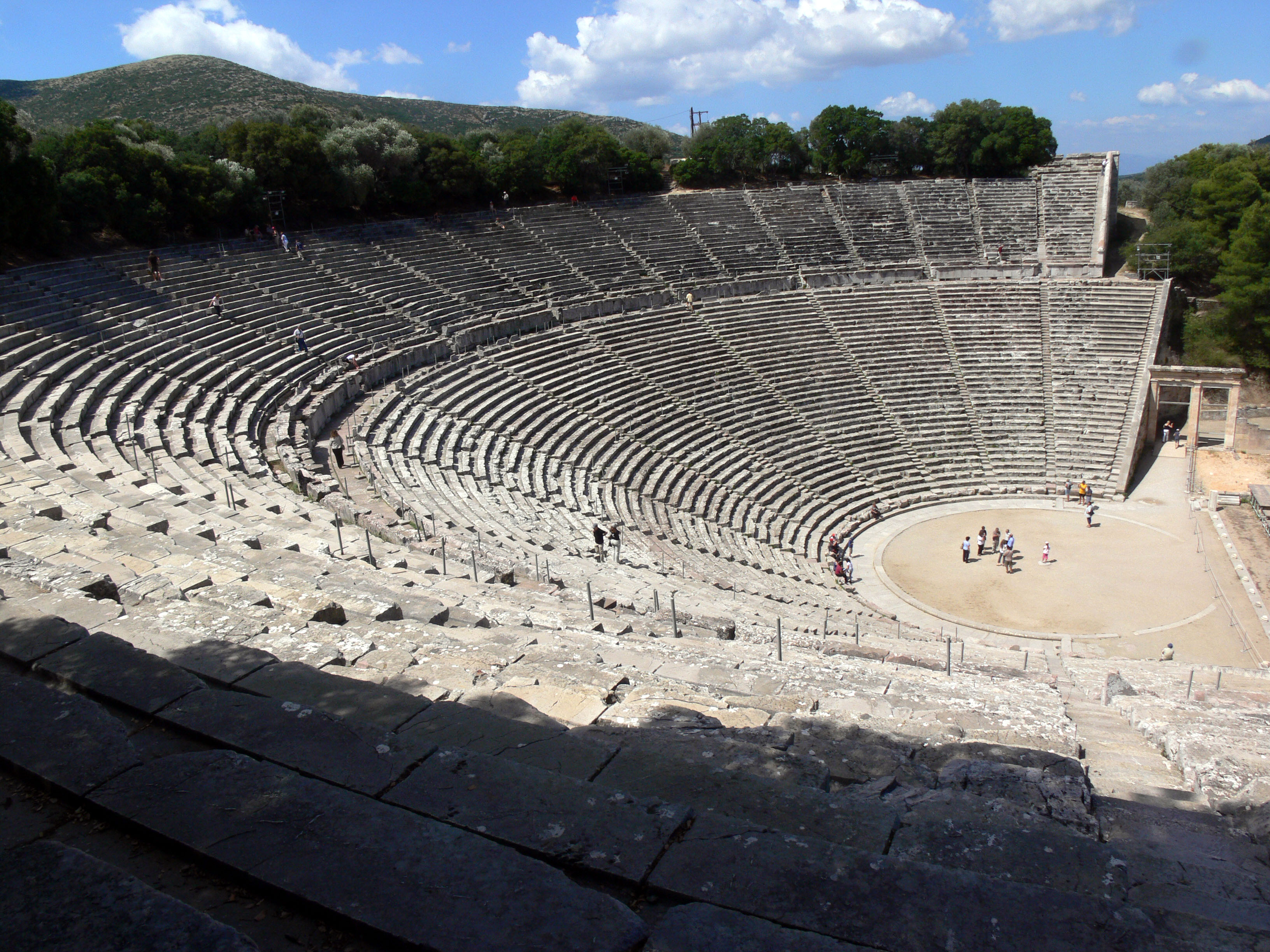
El Teatre d'Epidaure (s. IV aC), dissenyat per Policlet el Jove.

Policlet el Jove o Políclit el Jove (Polycleitos o Polycletus o Polyclitos, Πολύκλειτος) (segle V - IV aC), conegut com "el Jove" per distingir-lo de l'il·lustre escultor Policlet, que fou un escultor i arquitecte grec de l'època clàssica, era nadiu d'Argos. Malgrat la reconeguda habilitat escultòrica, la seva fama fou eclipsada per la de Policlet el Vell, qui en part va ser el seu contemporani i, probablement, també el seu pare. El geògraf Pausànies digué que l'escultura d'Agenor de Tebes -un vencedor olímpic- fou feta per «Políclit, no el que feu l'escultura d'Hera, sinó el deixeble de Naucides». Atès que Naucides florí entre l'any 420 i el 400 aC, Policlet el Jove hauria de situar-se vers el 400 aC.
Estudià a l'escola de Policlet el Vell i es distingí com a autor de diverses escultures d'atletes. Pausànies comentà que la seva fama era deguda, principalment, a les escultures que realitzà dels guanyadors olímpics. Tanmateix, obtingué un major renom amb els seus treballs com a arquitecte: dissenyà el gran teatre d'Epidaure (iniciat cap al 365 aC), un dels monuments més importants conservats de la Grècia clàssica, i usat avui encara per a representacions teatrals. També feu una escultura d'Afrodita, a Amicles, encarregada pels espartans i pagada amb el botí d'Egospòtams. Podria ser també l'executor d'una escultura d'Alcibíades que esmenta Dió Crisòstom.